# Republika: Rewolucja
Republika: Rewolucja (ang. Republic: The Revolution) – fabularno-strategiczna gra komputerowa, wydana przez Elixir Studios we współpracy z Eidosem. W Polsce wydana przez firmę Cenega.

## Opis
Akcja gry toczy się w fikcyjnej republice Nowistrany, jednej z republik byłego Związku Radzieckiego, borykającej się z problemami totalitarnej władzy, która pojawiła się zaraz po upadku komunizmu.
Gracz wciela się w jednego z gnębionych mieszkańców, ale w przeciwieństwie do reszty ludzi, bohater gry nie stracił nadziei na wolność. Użytkownik gry tworzy ruch oporu i wszelkimi dostępnymi metodami walczy ze znienawidzonymi oprawcami. Bez poparcia społeczeństwa szybko kończy grę w jednym z państwowych ciężkich więzień. Na początku gracz będzie musiał zdobyć sojuszników. Jeśli zechce, wygłosi na przykład na ulicy porywające masy przemówienie, modląc się o to, aby w zebranym tłumie nie znalazł się żaden tajniak ani kapuś. Uczestnictwo w balladach dobroczynnych zwiększy poparcie dla gracza, lecz bez zastosowania przemocy w walce z państwem totalitarnym nie ma szans. Gdy już zbierze grupę bojowników o wolność, przestanie działać w białych rękawiczkach. Celem gry jest obalenie znienawidzonego dyktatora.